# Naruto Uzumaki
Naruto Uzumaki (jap. うずまきナルト Uzumaki Naruto) – główny bohater mangi i anime Naruto.

## Historia
Historia Naruto zaczyna się, gdy Czwarty Hokage, w obronie Konohy przed lisem o dziewięciu ogonach poświęca swoje życie, wiążąc przy tym bestię w ciele nowo narodzonego chłopca. Naruto może czerpać z niemalże nieskończonych pokładów czakry demona, a rany, które otrzymuje w niemal każdej walce, goją się w okamgnieniu. Kiedy w Naruto narasta gniew, czakra demona wydostaje się na zewnątrz i dodaje mu sił, jednocześnie gojąc jego rany. Pierwszym stadium tej zmiany są czerwone oczy demona, dłuższe paznokcie, które wtedy wyglądają jak pazury oraz powiększone kły. W kolejnym stadium czakra tworzy wokół niego powłokę lisa. Im więcej ogonów zostanie uformowanych, tym bardziej Naruto traci nad sobą panowanie i nie odróżnia przyjaciół od wrogów. Kiedy powstaną cztery ogony skóra Naruto zostaje rozerwana, a zamiast niej pojawia się czakra przypominająca czarny ogień, co powoduje, że chłopak wygląda jak miniaturowa wersja Kyūbi. Nie da się go wtedy powstrzymać i nic nie jest w stanie go zranić. Po powstaniu sześciu ogonów formuje się szkielet demona, a wraz z rozwojem ósmego, powstają mięśnie. Dziewiąty ogon oznacza całkowitą kontrole lisa i śmierć Naruto.
Jego matka – Kushina Uzumaki pochodziła z Kraju Wiru (jap. 渦の国 Uzu no Kuni) i była żoną Minato. O swoim ojcu dowiedział się w wieku 16 lat z informacji zawartych w zabezpieczeniach przed uwolnieniem bestii. Naruto wychował się w samotności, unikany przez mieszkańców wioski. Sam Czwarty Hokage pragnął, aby traktowano go jak bohatera, który uratował wioskę. Dotkliwe kary, które wprowadził trzeci Hokage za mówienie o przeszłości, powstrzymują starszych przed otwartą wrogością, jednakże ich niechęć w stosunku do Naruto przenosi się na jego rówieśników, którzy nie znają prawdy. Fakt ten bardzo martwi Sarutobiego, który podziela opinię swojego następcy i pragnie, aby Naruto żył wolny od uprzedzeń.
Sam Naruto dowiaduje się o zapieczętowanym w nim Kyūbi dopiero w wieku 12 lat, wcześniej sprawiwszy mnóstwo problemów wychowawczych, chcąc w ten sposób zwrócić na siebie uwagę. Namiastką ojca stał się dla niego Iruka Umino, nauczyciel z Akademii. Mimo że rodzice Iruki również zginęli podczas walki z demonem, jako jeden z pierwszych przezwycięża on swoje uprzedzenia i nie wini Naruto za ich śmierć, stając się w ten sposób jego pierwszym i najważniejszym przyjacielem oraz kimś w rodzaju ojca.
Naruto jako dziecko był uważany za nieudacznika, jednak zyskał sobie uznanie innych ucząc się Kage Bunshin no Jutsu, która jest techniką na poziomie Jonina. Następnie rozwija się też dzięki 3-letniemu szkoleniu z Sanninem Jiraiy'ą, który nauczył go m.in. techniki Rasengan. Po śmierci mentora udaje się na specjalny trening z ropuchami. Wraca podczas ataku Paina na Konohę. Kiedy zostaje zagrożony, Hinata próbuje mu pomóc wyznając swoje uczucia. Naruto widząc ranioną przez wroga dziewczynę przemienia się w Kyubi'ego. Przed zdjęciem pieczęci zatrzymuje go Minato Namikaze, który oznajmia mu, że jest jego ojcem. Dzięki niemu udaje mu się opanować lisa i pokonuje Paina, stając się bohaterem wioski.

## Rysopis postaci
Naruto Uzumaki przedstawiony jest jako dwunastoletni sierota, o blond, kolczastych włosach, niebieskich oczach i goglach, często nosi pomarańczowy dres. Po ukończeniu szkoły ninja nosił również opaskę na głowę, która oznacza jego pozycję ninja w Konohagakure. W drugiej części mangi starszy i większy Naruto nosi inny strój. Dziewięcioogoniasty Lisi Demon wpływa na jego ciało, powodując, że Naruto przypomina Lisa w trakcie swoich bitew. Podczas gdy Naruto początkowo wykazuje jedynie niewielkie zmiany, takie jak ostre zęby i pazury, później rozwija czerwony ogon wykonany z energii życiowej Lisa lub czakry. Czerwona czakra zaczyna otaczać jego ciało; kiedy pojawią się cztery ogony, krew Naruto zaczyna się łączyć z czakrą, zabarwiając całe jego ciało na czerwono. Gdy pojawia się szósty ogon, Naruto wydaje się nosić szkielet Lisa, ale gdy przejmie kontrolę nad czakrą Lisa, jest w stanie utrzymać swoją regularną formę podczas korzystania z niej. Jako ninja, Naruto używa wielu broni, ale podczas walki opiera się głównie na swoich technikach ninja, specjalizując się w tworzeniu swoich klonów. Naruto ma również umiejętność przywoływania ropuch ninja, aby pomagały mu w walce, a nawet opanował tryb mędrca, pozwalający mu na wykorzystanie energii natury i połączenie jej z własną czakrą, co daje mu siłę, szybkość i wytrzymałość. Niemniej jednak pod koniec serii Naruto zaczyna władać w walce parą Bō.
W dzieciństwie zachowywał się jak dziecinny klaun. Zwracał tak na siebie uwagę będąc przy tym wyśmiewanym. Aby zostać zaakceptowanym i szanowanym, postanawia zostać Hokage Konohagakure i przewyższyć wszystkich poprzednich przywódców, bez względu na trudności. Stając się ninja, Naruto nawiązuje przyjaźnie, których początkowo mu brakowało, łącząc niektóre z nich ze związkami rodzinnymi. Chociaż Naruto czasami nie jest w stanie wykonać zadań, które sobie zamierzył, inne postacie uważają, że będzie doskonałym Hokage ze względu na jego pozytywny wpływ na ich życie.

## Osobowość

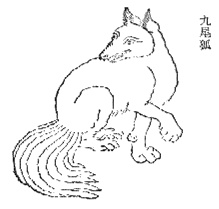
Lis o dziewięciu ogonach, mityczne chińskie stworzenie z wydania Qing Shanhaijing.

Do wyróżników jego osobowości należy hałaśliwość, umiejętność zaskakiwania oraz niczym niezrażone przekonanie, iż któregoś dnia zostanie największym w historii Hokage. Osiągnięcie tego celu ma zapewnić mu uznanie mieszkańców Konohy. Naruto trenuje bez wytchnienia, aby osiągnąć swoje marzenie.
Determinacja chłopaka, jego szacunek i lojalność względem przyjaciół oraz miłość do Konohy sprawiają, że przyciąga do siebie wielu ludzi. Z drugiej strony potrafi też być osobą nieznośną, irytującą i dziecinną, co przejawia się głównie we wspomnianym wcześniej hałaśliwym zachowaniu oraz zamiłowaniu do śmiesznych przedmiotów (np. portmonetka-żabka lub piżama). Naruto posiada wspaniały dar – każdy, kto go poznaje, zostaje jego przyjacielem. Gdy Naruto jest podekscytowany, wypowiada w wersji japońskiej: „Dattebayo” (w polskiej: „Kumalski”). Ma to po swojej matce, która mówiła: „Dattebane”.

## Etymologia
Imię Naruto oznacza „wir”. Japończycy określają tym słowem znak @. Jest to także jeden ze składników japońskiego dania (zupy) ramen.
Nazwisko Uzumaki oznacza wir lub spiralę. Spirala znajduje się także w godle Konohy – liścia obecnego na ubraniach i opaskach shinobi z owej wioski, na kurtce głównego bohatera.

## Nawiązania
W urodziny Naruto, 10 października, obchodzono niegdyś w Japonii Dzień Zdrowia i Sportu (jap. 体育の日 tai'iku no hi), aczkolwiek od 1999 roku święto to zostało ustalone na drugi poniedziałek października.
W jednym z odcinków pewien most został nazwany „Wielkim Mostem Naruto”. Most o takiej nazwie istnieje w Japonii i rozpięty jest nad cieśniną Naruto między wyspami Sikoku i Awaji, jest on zaliczany do najdłuższych mostów świata.